# Plutodes malaysiana
Plutodes malaysiana är en fjärilsart som beskrevs av Holloway 1982. Plutodes malaysiana ingår i släktet Plutodes och familjen mätare. Inga underarter finns listade i Catalogue of Life.